# Priocharax ariel
Priocharax ariel és una espècie de peix de la família dels caràcids i de l'ordre dels caraciformes.

## Morfologia
- Els mascles poden assolir 1,5 cm de llargària total.
- Nombre de vèrtebres: 32-34.[2]

## Hàbitat
Viu en zones de clima tropical.

## Distribució geogràfica
Es troba a Sud-amèrica: conques dels rius  Negro i Orinoco.